# Otto August Rosenberger
Pour les articles homonymes, voir Rosenberger.
Otto August Rosenberger (10 août 1800 - 23 janvier 1890) est un astronome allemand de la Baltique de Tukums en Courlande.
Il est né à Tukkum, Courlande, en Russie. Rosenberger est diplômé de l'université de Königsberg, et est noté pour son étude des comètes. Il remporte la médaille d'or de la Royal Astronomical Society en 1837. Il meurt à Halle, en Saxe prussienne.
Le cratère Rosenberger sur la Lune porte son nom.